# Geoffrey Robertson
Geoffrey Robertson, född 30 september 1946 i Sydney, Australien, är en australisk och brittisk jurist och författare specialiserad på människorätt, krigsbrott och brott mot mänskligheten. Han har både australiskt och brittiskt medborgarskap. Han har titel Queen's Counsel (QC, "Her Majesty's Counsel learned in the law" - Kronjurist). Han studerade vid Sydney University Law School och i Oxford. Han framträdde även under cirka tjugo år i australisk TV i programserien Geoffrey Robertson's Hypotheticals som gästade politiska ledare och tog upp aktuella politiska händelser och hypotetisk situationsutveckling.
Geoffrey Robertson skapade och leder Doughty Street Chambers, en av Storbritanniens ledande advokatbyråer för människorätt, med 80 jurister.
Robertson är författare till flera böcker inom juridik och människorätt:
- The Tyrannicide Brief, Chatto & Windus, 2005
- Crimes Against Humanity - The Struggle for Global Justice, Alan Lane, 1999; revised 2002 (Penguin paperback) and 2006
- The Justice Game, 1998 Chatto; Viking edition 1999
- Media Law (with Andrew Nicol QC), Fourth edition, November 2001, Sweet and Maxwell
- Freedom the Individual and the Law, Penguin, 1993 (7th ed)
- Geoffrey Robertson's Hypotheticals - A New Collection, ABC, 1991
- Does Dracula Have Aids?, Angus and Robertson, 1987
- Geoffrey Robertson's Hypotheticals, Angus and Robertson, 1986
- People Against the Press, Quartet, 1983
- Obscenity, Wiedenfeld and Nicolson, 1979
- Reluctant Judas, Temple-Smith, 1976